# Juliusz Polydeukes
Juliusz Polydeukes – imię nadane kronikarzowi bizantyńskiemu z X wieku przez kopistę Andrzeja Darmariosa.
Miano to zostało nadane autorowi Kroniki świata (Historia physike) przez kopistę Darmariosa. O samym kronikarzu nic nie wiadomo. Ze względu na to, iż jego dzieło wykazuje dużą zbieżność z redakcjami Kroniki powszechnej Teodozjusza Melitena i Leona Gramatyka, wyprowadza się wniosek, że autor żył w X wieku. 
Utwór rozpoczyna opis biblijnego stworzenia świata, przedstawia dzieje Judejczyków, Babilończyków, Persów, Aleksandra Wielkiego i Ptolemeuszów oraz okres panowania cesarzy rzymskich aż do Walensa (378 r.), na którym się urywa. W Kronice świata zachowały się partie zaginionej Kroniki (Chronographíaj)  Sekstusa  Juliusza   Afrykańskiego – oficera cesarza Lucjusza Septymiusza Sewera (II/III w.) i pierwszego kronikarza chrześcijańskiego.